# Aretin (Adelsgeschlecht)

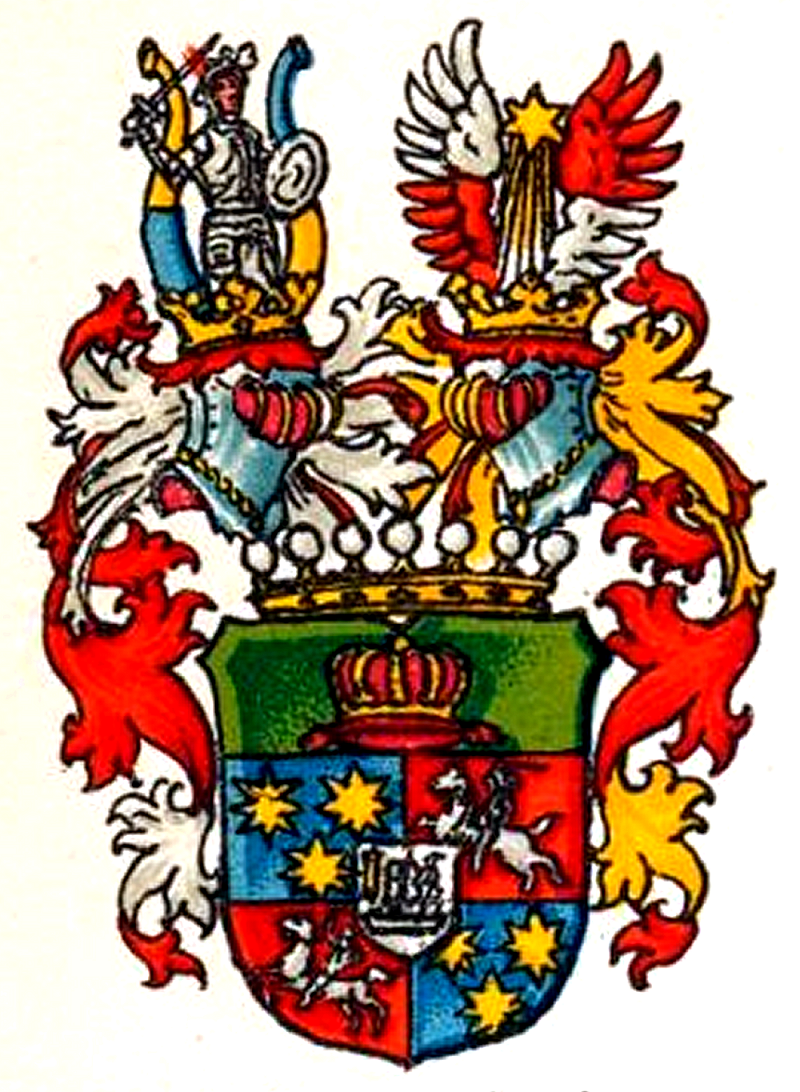
Wappen derer von Aretin

Aretin ist der Name eines bayerischen Adelsgeschlechts, das mit Johann Baptist Kristof von Aretin (* 1706) seine Stammreihe beginnt.

## Geschichte
Gemäß einem Taufschein vom 8. Mai 1710 wurde Johann Baptist Christoph Aroution Caziadur als Sohn des armenischen Kleinkönigs Baldazar Caziadur (auch Bagdasar von Siounik) und dessen Ehefrau Gogza aus dem Haus der Fürsten von Charabagh am 24. Juni 1706 in Konstantinopel geboren. Die zweite Frau von Kurfürst Maximilian II. Emanuel von Bayern, Therese Kunigunde von Polen, war bei der Besetzung Bayerns durch die Österreicher nach Venedig geflohen und hatte dort längere Zeit verbracht. Bei ihrer Rückkehr brachte sie den Knaben mit sich, der ihr 1710 ans Herz gelegt wurde. Er sei, so hieß es, 1706 zu Konstantinopel geboren worden, wohin sein Vater, der Kleinkönig eines an Persien grenzenden Teils von Armenien, vor den Persern geflohen sei. 1708 sei der Zweijährige zu seiner Sicherheit nach Venedig gebracht worden. Mit Ausnahme des Taufscheins existierten allerdings keine Dokumente über seine Identität. In München am Hofe erzogen, wurde er Wirklicher Hofkammerrat und Hauptmauthner zu Ingolstadt. Am 11. April 1769 erhob ihn Kurfürst Maximilian III. Joseph in den bayerischen Freiherrenstand.

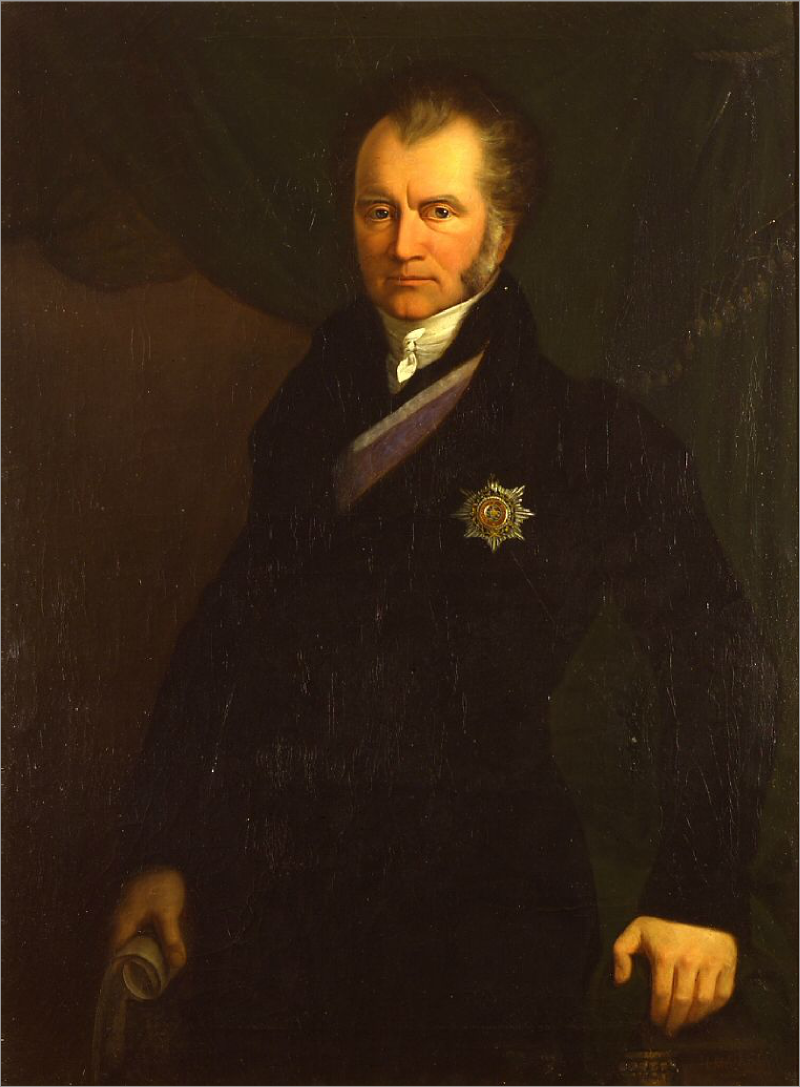
Adam von Aretin (1769–1822), bayerischer Vizekanzler

Von Johann Christophs Söhnen hatte nur der älteste, Karl Albert von Aretin (* 1741), mit seiner Ehefrau Maria Anna Rosina, geb. Edle von Weinbach, Nachkommen, nämlich Adam und seine Brüder Johann Georg und Johann Christoph. Adam von Aretin (1769–1822) trat als Jurist ebenfalls in den bayerischen Staatsdienst, wurde 1793 Rat bei der Landesregierung und 1798 deren Vizekanzler. Die Familie wurde am 1. Oktober 1812 bei der Freiherrenklasse im Königreich Bayern immatrikuliert. Hierbei erfolgte die Erneuerung des Wappens, unter Hinzusetzung einer Königskrone im Schildhaupt als Hinweis auf die Abstammung. Der Vizekanzler Adam von Aretin war ab 1802 als Generalkommissär für die Säkularisation in Bayern des Hochstifts Freising zuständig. Er erwarb 1812 Schloss Haidenburg (Landkreis Passau) und im selben Jahr das sieben Kilometer entfernte, säkularisierte Kloster Aldersbach mit der Brauerei Aldersbach.
In der Folgezeit gelang es den Freiherren von Aretin, bis Mitte des 19. Jahrhunderts einige weitere Hofmarken zwischen Vils und Rott mit Haidenburg als Zentrum zu erwerben. Das nach einem Brand 1871 im neugotischen Stil wieder aufgebaute Schloss Haidenburg wurde 1972 von der Familie verkauft, die sich dann ein kleineres Herrenhaus im Ort erbaute und bis heute das Gut und die Brauerei betreibt. Der frühere klösterliche Grundbesitz in Aldersbach und die meisten Konventsimmobilien wurden ebenfalls veräußert, die Brauerei befindet sich aber noch mehrheitlich im Familienbesitz.

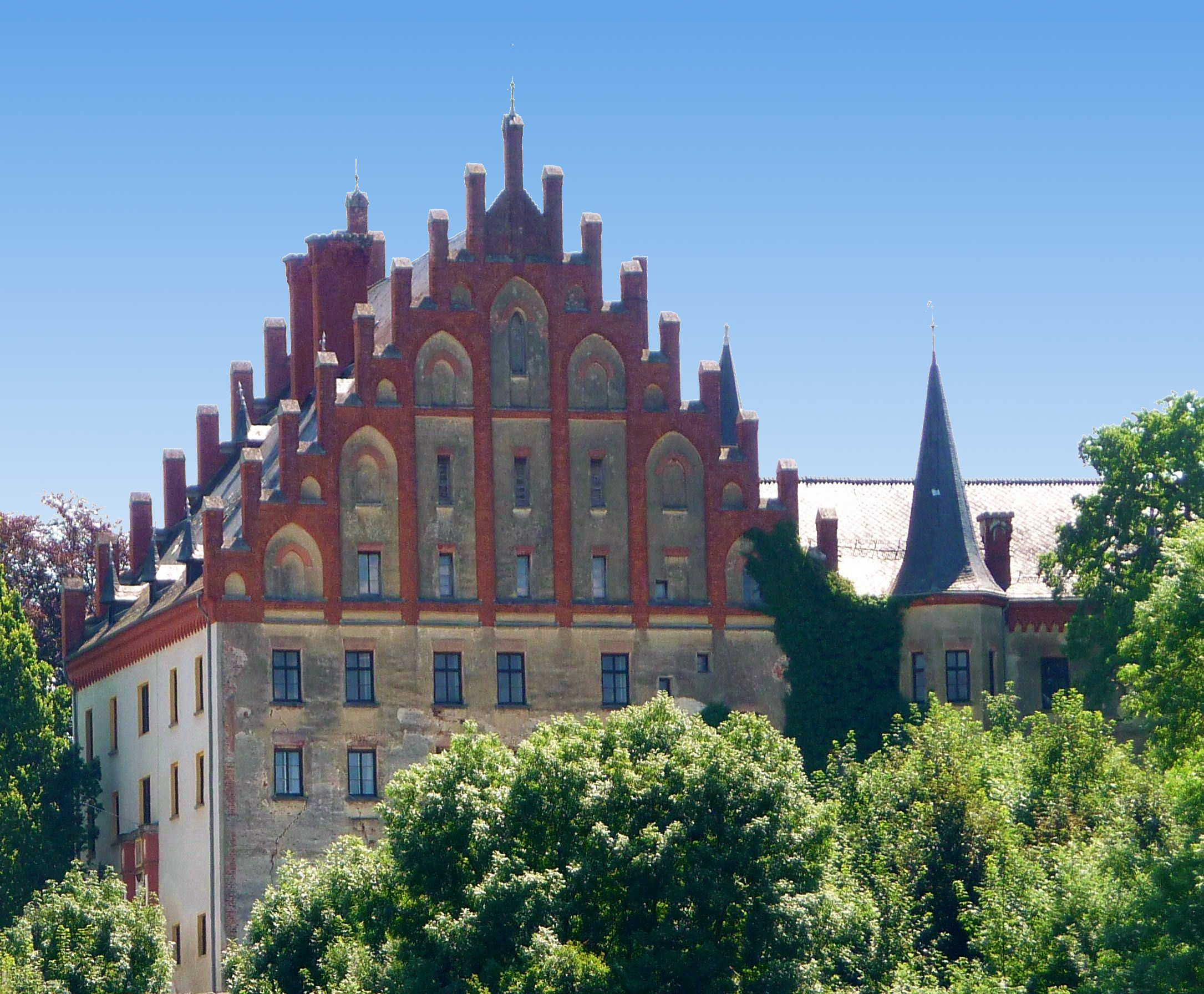
Schloss Haidenburg, Landkreis Passau
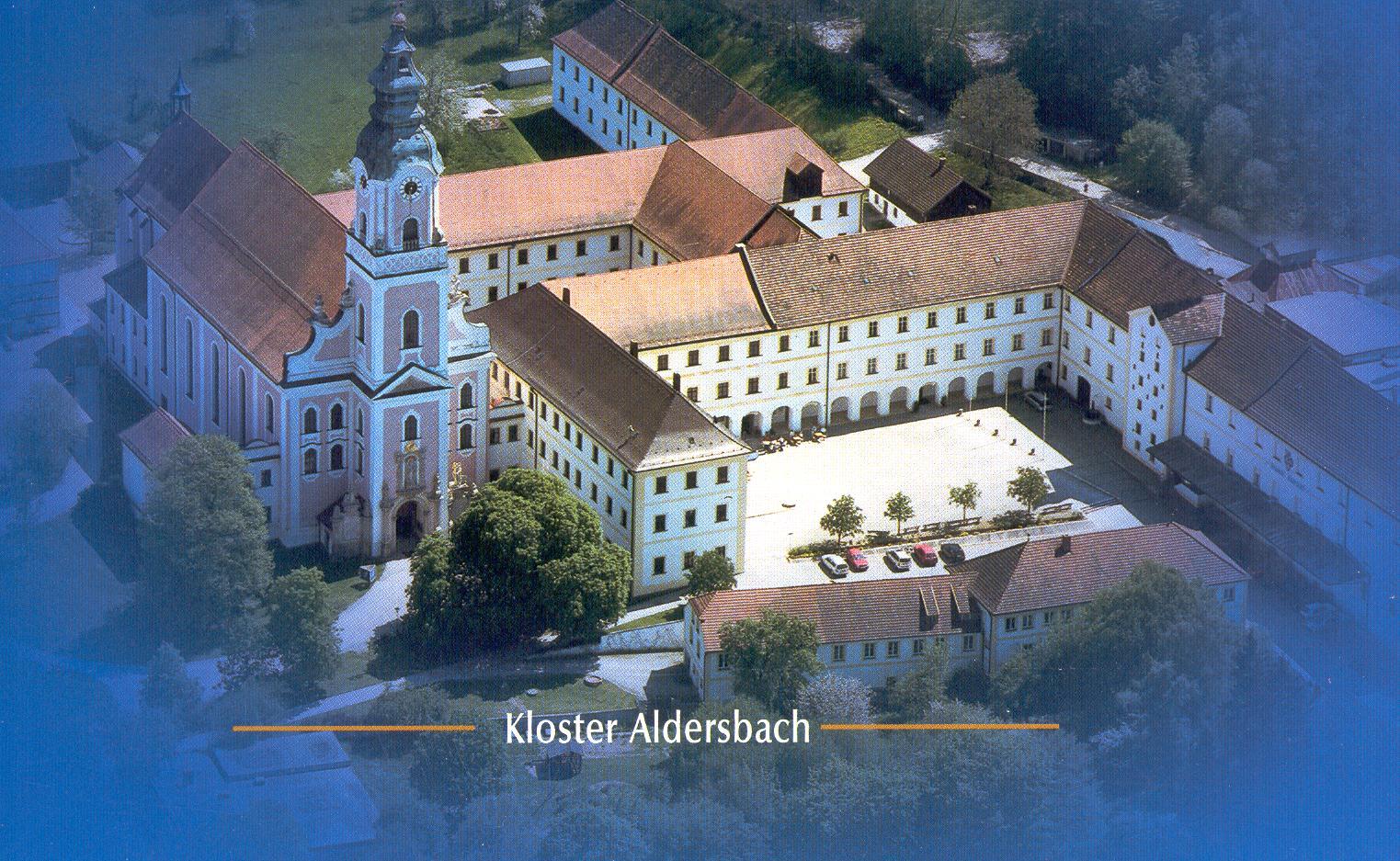
Kloster Aldersbach, Landkreis Passau
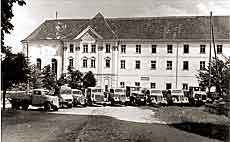
Brauerei Aldersbach

Mitte des 19. Jahrhunderts kam Schloss Münchsdorf in den Besitz der Familie und blieb es ebenfalls bis heute. In Schwaben war seit Anfang des 19. Jahrhunderts das Schloss Neuburg an der Kammel im Besitz der Aretin, wurde aber 1984 verkauft und dient heute als Gasthof.

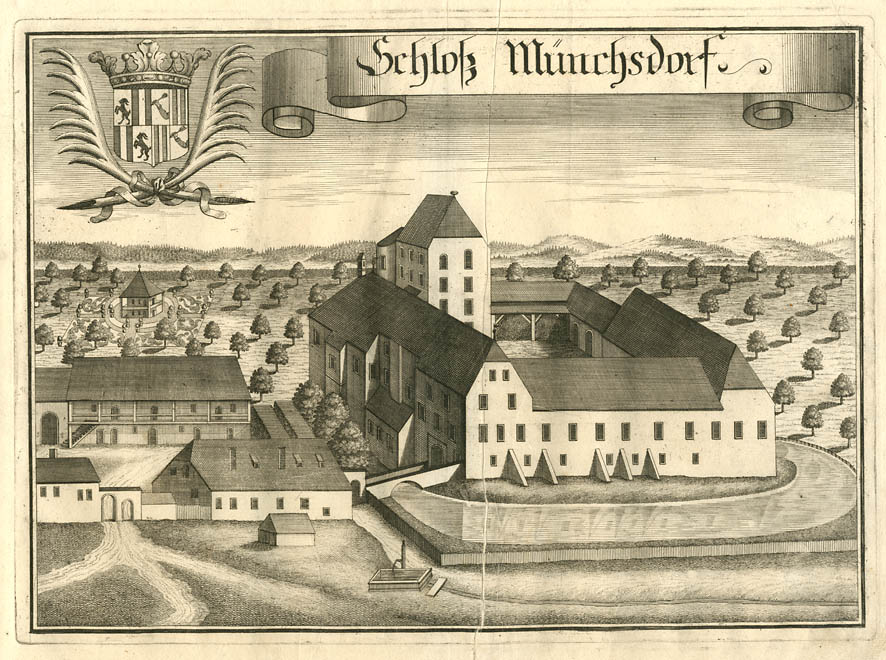
Schloss Münchsdorf (1723)
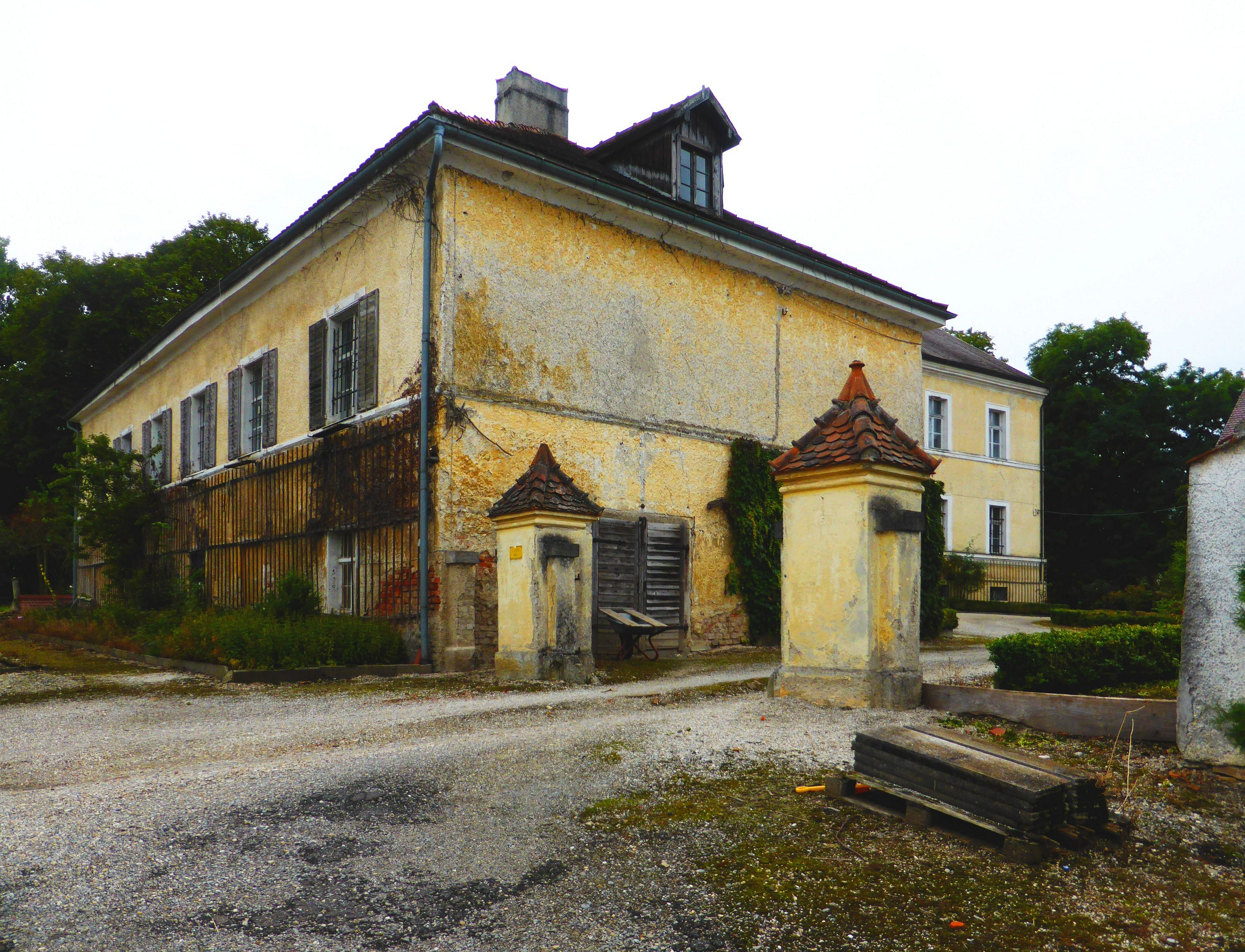
Schloss Münchsdorf, Landkreis Rottal-Inn (2014)
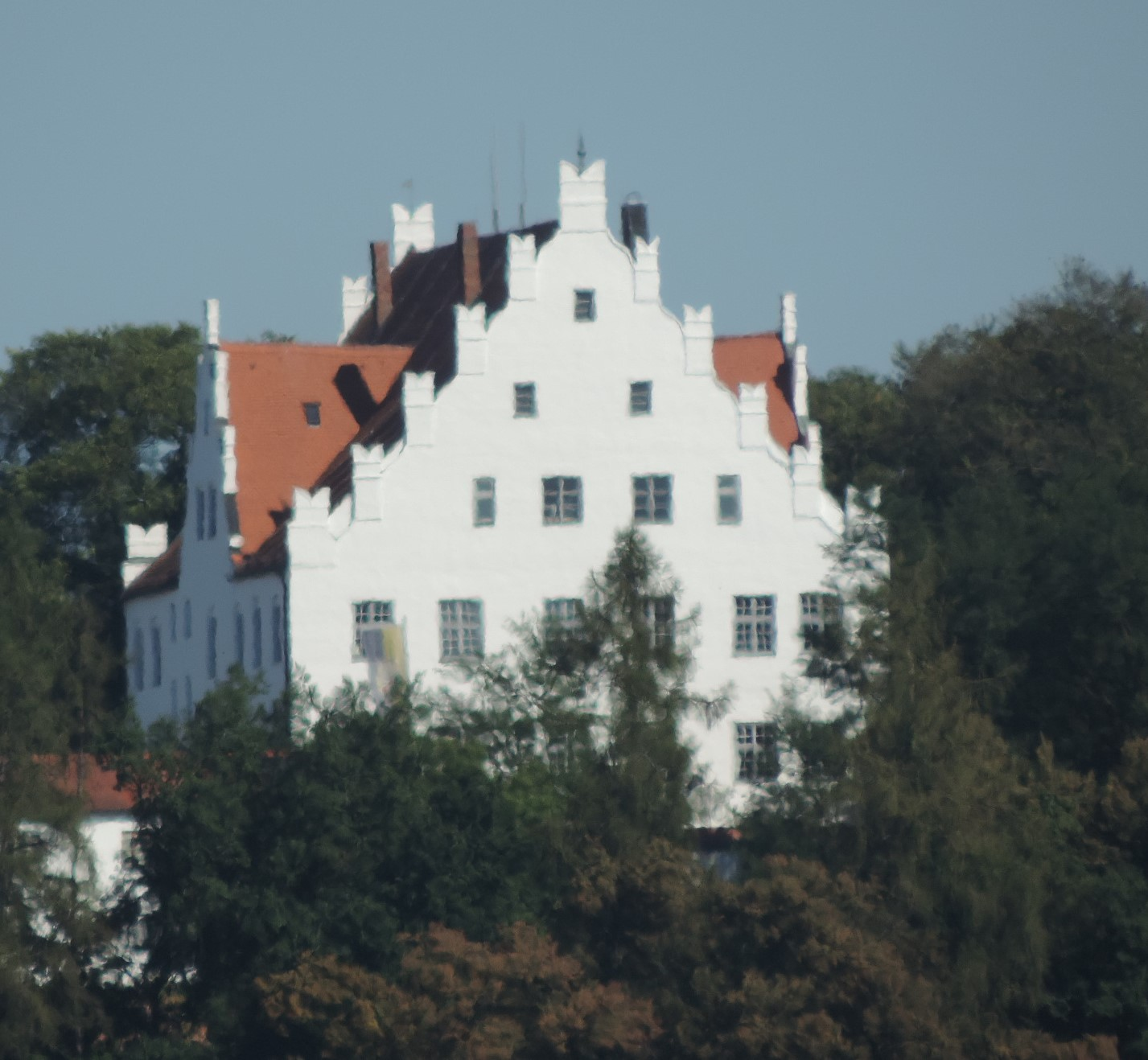
Schloss Neuburg an der Kammel, Landkreis Günzburg

Adam von Aretins Bruder war der Historiker und Bibliothekar Johann Christoph von Aretin, der als Oberbibliothekar an der Hof- und Staatsbibliothek in München maßgeblich an der Säkularisation mitwirkte und ein Pionier des modernen Bibliothekswesens wurde. Er gilt als der (Wieder)-Entdecker der Carmina Burana 1803. In seiner Monatsschrift Allemania wandte er sich 1815/16 gegen den romantischen Nationalismus insbesondere von Ernst Moritz Arndt und Johann Gottlieb Fichte und stellte ihm den aufklärerischen Geist der bayerischen Staatsreformer entgegen. Er erwarb 1781 das Schloss Münchshofen in der Oberpfalz, das bis 1910 in der Familie blieb, zuletzt im Besitz der Gräfin Julie Anna Armansperg, geb. von Aretin, dann aber verkauft wurde und inzwischen vom Verfall bedroht ist. Ferner erwarb Johann Christoph 1809 Schloss Wischenhofen bei Regensburg (1831 verkauft) und Gut Rinnenthal (das Schloss wurde 1835 abgerissen).
Ein weiterer Bruder war Johann Georg von Aretin (1770–1845), der als bayerischer Staatsbeamter und Publizist ebenfalls mit einer Zeitschrift die Reformen Montgelas’ unterstützte. 1810 erhielt er als Belohnung für seine Verdienste vom König das Lehngut Mendorferbuch bei Hohenburg.
Durch Heirat ist ein Zweig der Familie heute auf Haus Ermelinghof in Westfalen ansässig.

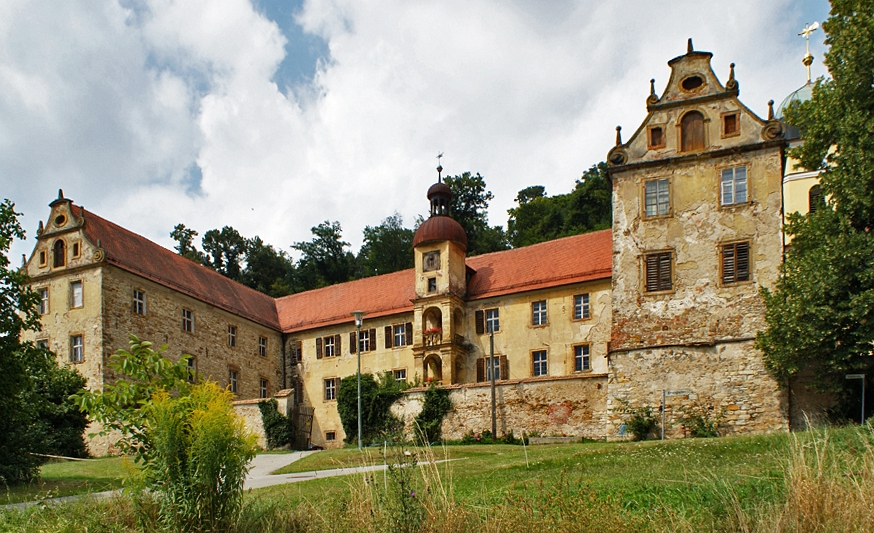
Schloss Münchshofen, Oberpfalz
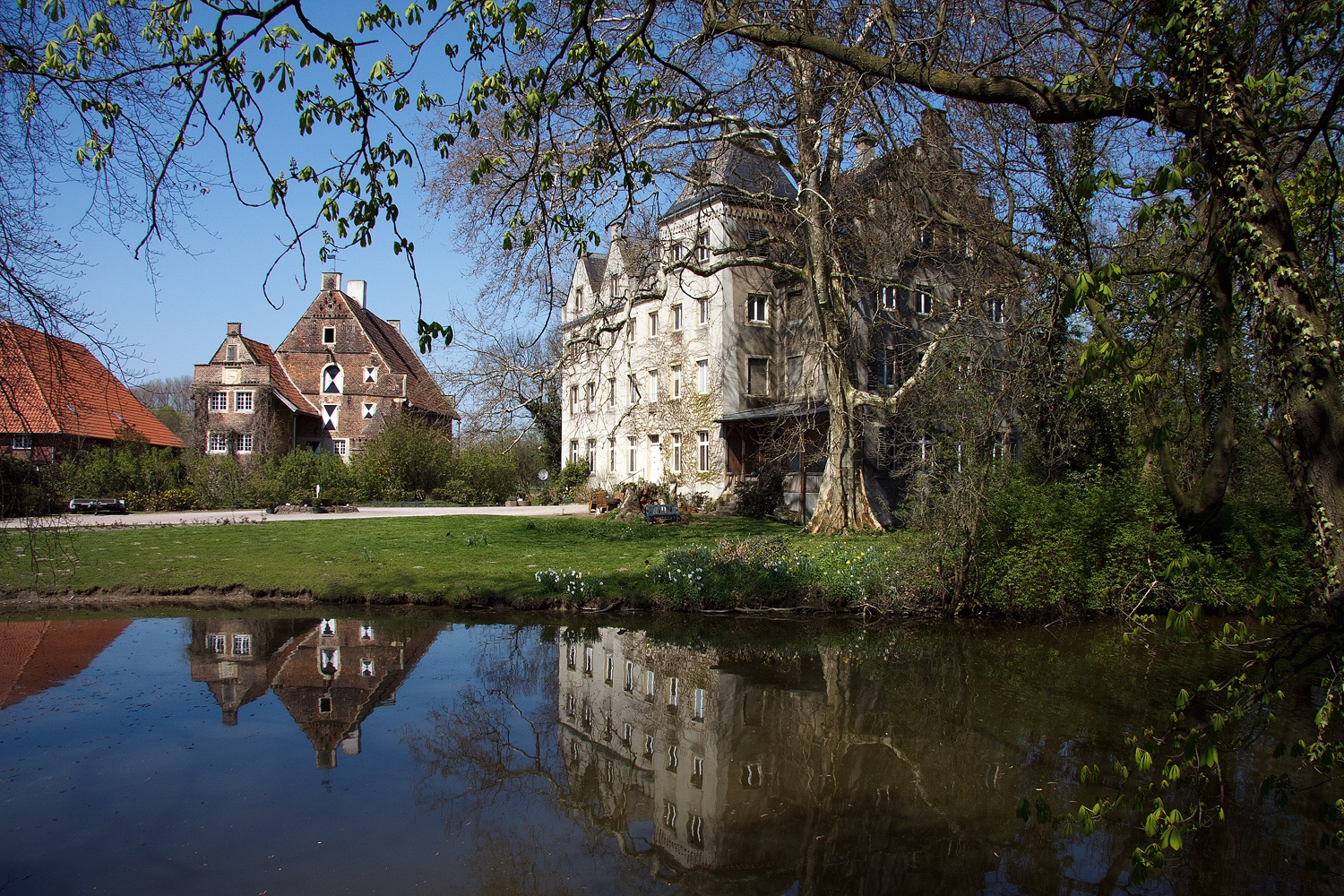
Haus Ermelinghof, Westfalen

Die Familie stellte noch mehrere weitere bayerische Politiker und Historiker.

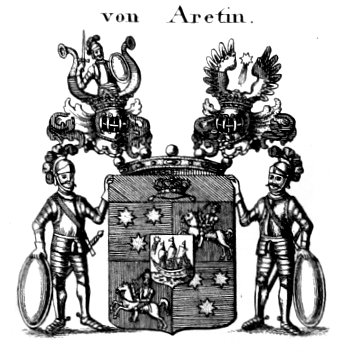
Wappen der Freiherren von Aretin

## Das Wappen seit 1769
Geviert mit silbernem Herzschild belegt, darin auf natürlichen Wellen ein dreimastiges Kriegsschiff, begleitet rechts oben von einem goldenen Kometen. 1 und 4 in Blau drei (2, 1) goldene Sterne, 2 und 3 in Rot auf silbernem Ross ein Schwert schwingender Geharnischter mit silbernem Schild an der linken Seite, darauf ein St. Georgs-Kreuz. Königliche Bügelkrone und zwei Helme; auf dem rechten mit rot-silbernen Decken der Geharnischte zwischen zwei von Gold und Blau übereck geteilten Büffelhörnern, auf dem linken mit blau-goldenen Decken der Komet mit abwärts gerichtetem Schweif zwischen offenem, von Silber und Rot übereck geteiltem Flug.

## Namensträger

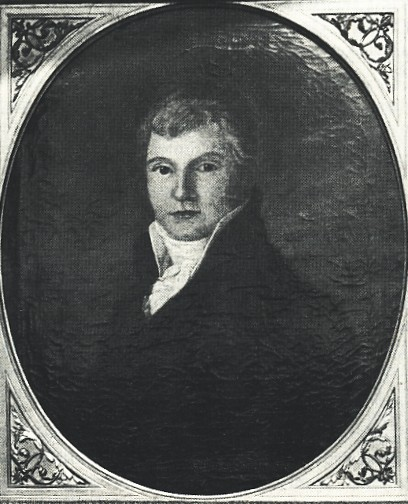
Johann Christoph von Aretin (1772–1824), Bibliothekar

- Johann Adam von Aretin (1769–1822), Vertreter Bayerns am Bundestag des Deutschen Bundes
- Johann Georg von Aretin (1770–1845), bayerischer Staatsbeamter und Generalcommissar
- Johann Christoph von Aretin (1772–1824), deutscher Publizist, Historiker, Bibliothekar und Jurist
- Karl Maria von Aretin (1796–1868), Historiker, Diplomat, Politiker und Kunstgelehrter
- Peter Karl von Aretin (1814–1887), deutscher Politiker und Mitglied des Reichstages
- Ludwig von Aretin (1845–1882), Gutsbesitzer und Reichstagsabgeordneter
- Anton von Aretin (1847–1921), Regierungspräsident der Oberpfalz
- Heinrich von Aretin (1875–1943), Gutsbesitzer und Reichstagsabgeordneter
- Erwein von Aretin (1887–1952), bayerischer Journalist und Heimatpolitiker
- Anton von Aretin (1918–1981), deutscher Politiker der Bayernpartei
- Annette von Aretin (1920–2006), Fernsehansagerin
- Karl Otmar von Aretin (1923–2014), deutscher Historiker
- Karl Michael von Aretin (1924–2021), deutscher Diplom-Landwirt, Restaurator und Kirchenpfleger
- Felicitas von Aretin (* 1962), deutsche Journalistin, Autorin und Historikerin